# Дюмихен, Иоганн
Иоганн Дюмихен (нем. Johannes Dümichen; 15 октября 1833, Вайсхольц — 17 февраля 1894, Страсбург) — немецкий египтолог, ученик Лепсиуса и Бругша, профессор Страсбургского университета.

## Биография
Родился в 1833 году в Вайсхольце под Гросглогау в Силезии. В 1852—1855 годах изучал теологию и филологию в Берлине и Бреслау, а в 1859—1862 годах — египтологию у Лепсиуса и Бругша в Берлинском университете. В октябре 1862 года Дюмихен отправился в своё первое путешествие в Египет и Нубию, посетив дополнительно Судан. Из этой поездки он вернулся в апреле 1865 года.
Второй раз Дюмихен съездил в Египет в 1868 году и возвращался через йеменский Аден с фотографической экспедицией, пытавшейся запечатлеть солнечное затмение в Азии. Результаты этой экспедиции Дюмихен отразил в своей публицистической работе 1869—1870 годов. Третья и четвёртая поездка к берегам Нила была приурочена к открытию Суэцкого канала.
С 1869 года являлся членом Американского философского общества.
В открытом в 1872 году Страсбургском университете Дюмихен возглавил кафедру египтологии. В 1875—1876 годах он вернулся к работам в фиванских гробницах (в том числе в крупнейшей из усыпальниц частных лиц) и Храме Хатхор в Дендере. Проведя трудоёмкие раскопки храма, египтолог скопировал иероглифические надписи и обнаружил относящиеся к моменту закладки храма.
Скончался 17 февраля 1894 года в Страсбурге.

## Труды
- Bauurkunde der Tempelanlagen von Dendera. Leipzig 1865
- Geographische Inschriften altägyptischer Denkmäler. 2 Bde. Tafeln und 1 Bd. Text, Leipzig 1866
- Altägyptische Kalenderinschriften. Leipzig 1866
- Historische Inschriften altägyptischer Denkmäler. 2 Bde. Leipzig 1867—1868
- Die Flotte einer ägyptischen Königin aus dem 17. Jahrhundert vor unserer Zeitrechnung. Leipzig 1868[5]
- Der Felsentempel von Abu Simbel und seine Bildwerke und Inschriften. Berlin 1869
- Resultate einer auf Befehl Sr. Majestät des Königs Wilhelms von Preußen 1868 nach Ägypten gesandten archäologisch-photographischen Expedition. 2 Bde. Berlin 1871
- Papyrus Ebers. Die erste bis jetzt aufgefundene sichere Angabe über die Regierungszeit eines ägyptischen Königs aus dem alten Reich, welche uns durch den medicinischen Papyrus Ebers überliefert wird. Verlag Engelmann, 1874.
- Baugeschichte des Denderatempels und Beschreibung der einzelnen Teile des Bauwerks nach den an seinen Mauern befindlichen Inschriften. Straßburg 1877
- Die Oasen der Libyschen Wüste. Straßburg 1878
- Die kalendarischen Opferfestlisten im Tempel von Medinet Habu. Leipzig 1881
- Der Grabpalast des Patuamenap in der thebanischen Nekropolis. 3 Abt. Leipzig 1884—1894